# Thomas Ceccon
Thomas Ceccon (Thiene, 27 januari 2001) is een Italiaanse zwemmer. Hij vertegenwoordigde zijn vaderland op de Olympische Zomerspelen 2020 in Tokio.

## Carrière
Bij zijn internationale debuut, op de Europese kampioenschappen kortebaanzwemmen 2017 in Kopenhagen, werd Ceccon uitgeschakeld in de series van zowel de 100 meter rugslag als de 100 en 200 meter wisselslag.
Op de Europese kampioenschappen zwemmen 2018 in Glasgow eindigde hij als vijfde op de 100 meter rugslag, daarnaast strandde hij in de halve finales van de 50 meter rugslag. Op de 4×100 meter wisselslag werd hij samen met Alessandro Pinzuti, Matteo Rivolta en Luca Dotto uitgeschakeld in de series. In Hangzhou nam de Italiaan deel aan de wereldkampioenschappen kortebaanzwemmen 2018. Op dit toernooi strandde hij in de halve finales van de 100 meter rugslag en in de series van de 200 meter wisselslag.
Tijdens de wereldkampioenschappen zwemmen 2019 in Gwangju werd Ceccon uitgeschakeld in de halve finales van de 100 meter rugslag en in de series van de 50 meter rugslag. Op de Europese kampioenschappen kortebaanzwemmen 2019 in Glasgow eindigde hij als vierde op de 100 meter wisselslag, daarnaast strandde hij in de halve finales van de 50 meter vlinderslag en in de series van de 200 meter wisselslag. Samen met Leonardo Deplano, Giovanni Izzo en Marco Orsi zwom hij in de series van de 4×50 meter vrije slag, in de finale legden Izzo en Orsi samen met Federico Bocchia en Alessandro Miressi beslag op de bronzen medaille. Voor zijn inspanningen in de series ontving Ceccon eveneens de bronzen medaille. Op de gemengde 4×50 meter wisselslag werd hij samen met Silvia Scalia, Nicolò Martinenghi en Costanza Cocconcelli uitgeschakeld in de series.
In Boedapest nam de Italiaan deel aan de Europese kampioenschappen zwemmen 2020. Op dit toernooi eindigde hij als zesde op de 100 meter rugslag en als achtste op de 50 meter vlinderslag, op de 50 meter rugslag strandde hij in de halve finales. Samen met Alessandro Miressi, Lorenzo Zazzeri en Manuel Frigo veroverde hij de bronzen medaille op de 4×100 meter vrije slag, op de 4×100 meter wisselslag behaalde hij samen met Nicolò Martinenghi, Federico Burdisso en Alessandro Miressi de bronzen medaille. Samen met Alessandro Miressi, Federica Pellegrini en Silvia di Pietro sleepte hij de bronzen medaille in de wacht op de gemengde 4×100 meter vrije slag. Tijdens de Olympische Zomerspelen van 2020 in Tokio eindigde Ceccon als vierde op de 100 meter rugslag, daarnaast werd hij uitgeschakeld in de halve finales van de 100 meter vrije slag. Op de 4×100 meter vrije slag legde hij samen met Alessandro Miressi, Lorenzo Zazzeri en Manuel Frigo beslag op de zilveren medaille, samen met Nicolò Martinenghi, Federico Burdisso en Alessandro Miressi veroverde hij de bronzen medaille op de 4×100 meter wisselslag. Op de gemengde 4×100 meter wisselslag eindigde hij samen met Nicolò Martinenghi, Elena Di Liddo en Federica Pellegrini op de vierde plaats.

## Internationale toernooien
| Jaar | Olympische Spelen                                                                                            | WK langebaan                              | WK kortebaan                              | EK langebaan | EK kortebaan |
| ---- | --- | ----------------------------------------- | ----------------------------------------- | --- | --- |
| 2017 | | geen deelname                             |                                           | | 39e 100m rugslag 27e 100m wisselslag 33e 200m wisselslag                                                                                       |
| 2018 | |                                           | 15e 100m rugslag 20e 200m wisselslag      | 16e 50m rugslag 5e 100m rugslag 9e 4×100m wisselslag                                                                       | |
| 2019 | | 26e 50m rugslag 17e 100m rugslag          |                                           | | 11e 50m vlinderslag · 4e 100m wisselslag · 12e 200m wisselslag · 4×50m vrije slag · Ceccon zwom enkel de series · 10e 4×50m wisselslag gemengd |
| 2020 | Geen toernooien vanwege de coronapandemie                                                                    | Geen toernooien vanwege de coronapandemie | Geen toernooien vanwege de coronapandemie | Geen toernooien vanwege de coronapandemie                                                                                  | Geen toernooien vanwege de coronapandemie |
| 2021 | 12e 100m vrije slag · 4e 100m rugslag · 4×100m vrije slag · 4×100m wisselslag · 4e 4×100m wisselslag gemengd |                                           | 16-21 december                            | 14e 50m rugslag · 6e 100m rugslag · 8e 50m vlinderslag · 4×100m vrije slag · 4×100m wisselslag · 4×100m vrije slag gemengd | 2-7 november |

## Persoonlijke records
Bijgewerkt tot en met 11 september 2021
Kortebaan
| Afstand          | Tijd    | Datum             | Plaats   |
| ---------------- | ------- | ----------------- | -------- |
| 50m vrije slag   | 21,42   | 20 december 2020  | Verona   |
| 100m vrije slag  | 46,43   | 27 augustus 2021  | Napels   |
| 50m rugslag      | 23,62   | 11 september 2021 | Napels   |
| 100m rugslag     | 50,71   | 26 augustus 2021  | Napels   |
| 50m vlinderslag  | 22,63   | 24 januari 2021   | Verona   |
| 100m vlinderslag | 50,56   | 25 september 2021 | Napels   |
| 100m wisselslag  | 51,84   | 26 september 2021 | Napels   |
| 200m wisselslag  | 1.53,26 | 1 december 2018   | Riccione |

Langebaan
| Afstand          | Tijd    | Datum            | Plaats       |
| ---------------- | ------- | ---------------- | ------------ |
| 50m vrije slag   | 22,33   | 10 oktober 2018  | Buenos Aires |
| 100m vrije slag  | 47,71   | 27 juli 2021     | Tokio        |
| 50m rugslag      | 25,14   | 17 mei 2021      | Boedapest    |
| 100m rugslag     | 52,23   | 31 juli 2021     | Tokio        |
| 50m vlinderslag  | 23,22   | 19 december 2020 | Riccione     |
| 100m vlinderslag | 52,36   | 17 december 2020 | Riccione     |
| 200m wisselslag  | 1.59,89 | 23 juni 2019     | Rome         |